# 滨河圣玛丽亚
滨河圣玛丽亚（西班牙語：Santa María del Arroyo）是西班牙卡斯蒂利亚-莱昂阿维拉省的一个市镇。总面积11平方公里，总人口132人（2001年），人口密度12人/平方公里。